# 나루토시
나루토시(일본어: 鳴門市)는 일본 시코쿠 동단, 도쿠시마현 북동단에 위치하고 나루토 해협 서쪽에 위치하는 시이다. 예전에는 이타노군에 속했다.

## 개요
나루토 해협의 소용돌이치는 조수(나루토 우즈시오)가 유명하다. 오나루토교를 넘으면 간사이의 아와지섬이기 때문에 시코쿠와 간사이를 연결하는 교통의 요충지이다. 고베 아와지 나루토 자동차도를 통해 고베·오사카 방면과 연결되고 게이한신에서 시코쿠로 들어오는 관문이 되고 있다.
나루토 공원과 독일관 등 다수의 관광지가 있는 도쿠시마현의 유수한 관광 도시이자 현지에서 설립된 오쓰카 제약 관련 공장과 기업, 시설이 다수 입지하는 기업 도시의 측면도 가지고 있다.
제1차 세계 대전 때에는 반도후리 수용소로 불린 독일인 수용소가 있었다. 또 시코쿠 88개소 영장 중 하나인 료젠지(霊山寺)가 있어 계절을 불문하고 백의를 입은 순례 모습이 끊이지 않는다. 특산품으로는 나루토 긴토키(고구마의 일종)와 나루토 미역 등이 유명하다.

## 지리
도쿠시마현 북동부에 위치하고 나루토 해협을 사이에 두고 아와지섬의 미나미아와지시와 서로 마주본다. 나루토시는 시코쿠 본섬 관할 지역과 오게섬, 다카시마섬, 시마다섬으로 이루어져 있고 남쪽의 시정 경계 부근에는 구 요시노강이 흐른다. 북서부 지역은 사누키 산맥 최동부에 위치하여 전체적으로 산지 비율이 높다.
세토 내해식 기후이기 때문에 도쿠시마현에 있으면서 강수량이 적다. 또 1923년 8월 6일에 일본의 역대 최고 기온인 42.5°C를 기록했다.

## 역사
나루토 해협을 세토 내해와 태평양을 연결하는 입구로 보고 해협에 발생하는 소용돌이치는 조수의 소리의 크기에서 "나루토"라고 불리게 되었다고 한다.
- 1889년 10월 1일 - 정촌제 시행과 함께 이타노군에 무야정, 나루토촌, 세토촌, 사토우라촌, 반도촌, 호리에촌, 오쓰촌, 기타나다촌이 성립하였다.
- 1915년 11월 10일 - 반도촌이 정으로 승격해 반도정이 되었다.
- 1928년 11월 10일 - 세토촌이 정으로 승격해 세토정이 되었다.
- 1940년 4월 1일 - 나루토촌이 정으로 승격해 나루토정이 되었다.
- 1947년 3월 15일 - 이타노군 무야정, 나루토정, 세토정, 사토우라촌 등 3정 1촌의 합병으로 메이난시(鳴南市)가 성립하였다.
- 1947년 5월 15일 - 메이난시가 나루토시로 개칭하였다.
- 1953년 4월 1일 - 호리에촌이 정으로 승격해 호리에정이 되었다.
- 1955년 2월 11일 - 이타노군 오쓰촌을 편입하였다.
- 1956년 9월 30일 - 이타노군 기타나다촌을 편입하였다.
- 1959년 4월 1일 - 호리에정, 반도정이 합병해 오아사정이 되었다.
- 1967년 1월 1일 - 이타노군 오아사정을 편입하였다.

## 교통

### 철도
- 시코쿠 여객철도
  - 고토쿠선
  - 나루토선

### 도로
- 고베 아와지 나루토 자동차도
- 국도 11호선
- 국도 28호선

## 인구
| 연도 | 인구   | ±%     |
| ---- | ------ | ------ |
| 1920 | 50,574 | —      |
| 1930 | 53,390 | +5.6%  |
| 1940 | 52,084 | −2.4%  |
| 1950 | 68,080 | +30.7% |
| 1960 | 62,827 | −7.7%  |
| 1970 | 60,634 | −3.5%  |
| 1980 | 63,423 | +4.6%  |
| 1990 | 64,575 | +1.8%  |
| 2000 | 64,620 | +0.1%  |
| 2010 | 61,522 | −4.8%  |

## 자매 도시
- 일본 군마현 기류시
- 일본 아이치현 도코나메시
- 일본 후쿠시마현 아이즈와카마쓰시
- 독일 니더작센주 루네부르크
- 중화인민공화국 산둥성 칭다오시
- 중화인민공화국 후난성 장자제시
- 방글라데시 다카주 나라양간지